# Mniszyn
Mniszyn (ukr. Мнишин) – wieś na Ukrainie, w obwodzie rówieńskim, w rejonie rówieńskim, w hromadzie Babin. W 2001 liczyła 549 mieszkańców, spośród których 544 wskazało jako ojczysty język ukraiński, a 5 rosyjski.
W okresie międzywojennym wieś znajdowała się w granicach II RP, wchodząc w skład gminy Buhryń w powiecie rówieńskim, w województwie wołyńskim.